# 札達蘭部
札达兰部，又称扎只剌部、茶赤剌部、扎赖部，是一支活动于蒙古高原东部、额尔古纳河东部地区的游牧部族，屬於尼倫蒙古。最早记载于1004年。

## 历史
《元朝秘史》说札只刺部的祖先是孛端察儿所掠得的兀良合氏孕妇生的札只刺歹，由于这个札只刺歹「札惕」（外人）的遗腹子，故其后代被称为札答阑。
札只剌部一直是蒙古诸部中一个古老强大的分支。此部在辽末就已相当强大，磨古斯叛乱中就有该部参加，辽廷曾多次派兵征讨该部。耶律大石西征时曾会漠北十八部王众，其中就有茶赤刺部。
到了第五代首领札木合时，扎达兰部开始于蒙古乞颜部对立，最终失败，札木合被铁木真处死，扎达兰部灭亡。

## 后代
扎达兰部大多融入了蒙古族。后有满族亦引以为姓氏，改称扎赖氏 （转写：Jalai hala），后多冠汉姓为拉氏、剌氏、喇氏等。
拉姓中有一部分札兰达氏后代，世居锡喇塔拉地区（今甘肃张掖永固镇、武威一带）。